# Strebla galindoi
Strebla galindoi är en tvåvingeart som beskrevs av Wenzel 1966. Strebla galindoi ingår i släktet Strebla och familjen lusflugor. Inga underarter finns listade i Catalogue of Life.